# Abdullah ibn Rawaha
Abd Allah ibn Rawaha (arabe : عَبْد الله إِبْن رَوَاحَة إِبْن ثَعْلَبَة ٱلأنْصَارِي ٱلْخَزْرَجِي) était un compagnon du prophète de l'islam Mahomet. Originaire de la tribu Banu Khazraj, il fut parmi les douze représentants chargés de veiller à l'application des articles du serment d'al-'Aqaba et participa à la bataille de Badr.
Il fut aussi l'un des trois poètes qui défendaient la cause de l'islam face aux arabes qui n'avaient pas encore embrassé la nouvelle religion et surveillait attentivement Abd-Allah ibn Ubayy car il le soupçonnait de comploter contre Mahomet. En 629, il mourut Chahid (martyr) lors de la bataille de Mu'ta, la 8e année de l'hégire.

## Sa poésie
Lorsque Zayd ibn Harithah et Ja'far ibn Abi Talib furent tués lors de la bataille de Mu'ta, il se mit à réciter les vers suivants:

« J’ai juré, ô mon âme, d’être présent au combat ;
Pourquoi donc vois-je ta répugnance à aller au Paradis ?
Si tu n’es pas tuée, ô mon âme, tu mourras quand même ;
Je sens l’odeur de la mort qui m’entoure ;
Ce à quoi tu aspires, tu l’auras, si tu marches sur leur pas (il s’agit de Zayd et Ja'far) tu seras bien guidée. »